# آرامگاه پیرحمزه سبزپوش
مقبره پیرحمزه سبزپوش مربوط به سدهٔ ۶ ه.ق است و در شهرستان ابرکوه، ابرقو واقع شده و این اثر در تاریخ ۳۱ تیر ۱۳۱۳ با شمارهٔ ثبت ۲۰۵ به‌عنوان یکی از آثار ملی ایران به ثبت رسیده است.